# Mas Lleona
El Mas Lleona és una masia de Maçanet de Cabrenys (Alt Empordà) inclosa a l'Inventari del Patrimoni Arquitectònic de Catalunya.

## Descripció
Mas situat a la carretera de la Vajol. És un edifici de planta en forma d'U obert a migdia. Com en altres construccions d'aquest tipus està compost per diferents edificis. Així, a llevant es troba un cos rectangular que presenta en planta pis una galeria que s'obre al pati interior gràcies a dos arcs de maó que també es repeteixen en planta baixa. A tramuntana tenim un segon cos, aquest de planta quadrada, que està cobert per dues voltes grasses orientades a ponent i suportades per arcs de grans dovelles ben escairades. La construcció també es comunica amb el pati interior mitjanant dos arcs, ara de pedra, un darrer cos de planta rectangular tanca el pati a ponent. El conjunt presenta altres dos cossos adossats de menor importància i que no afecten la seva estructura essencial. Totes les cobertes són de dos vessants.